# Canaima (película)
Canaima o El dios del mal es una película mexicana en blanco y negro filmada en 1945. El guion está basado en la novela homónima del escritor venezolano Rómulo Gallegos.
La trama está marcada por la lucha entre la civilización y la barbarie. El joven Marcos Vargas (Jorge Negrete), regresa a su casa en Ciudad Bolívar luego de terminar sus estudios en un internado de la colonia británica de Trinidad. Viaja por la selva para iniciar un negocio de transporte y, tras una serie de acontecimientos, termina dirigiendo una expedición en busca de caucho.
En la adaptación para el cine, el director descartó un guion escrito por el autor, probablemente para cambiar el final y que Marcos se quedara con Aracelis (Rosario Granados), en lugar de hacer pareja y tener hijos con una nativa como en la novela.

## Reconocimientos
- En 1946 tuvo cuatro nominaciones y dos Arieles: Gilberto González y Carolina Barret lograron galardonarse.
- Premio Ariel a mejor coactuación masculina con Carlos López Moctezuma.
- Premio Ariel a mejor actor de cuadro: Gilberto González y Alfonso Bedoya
- Premio Ariel a mejor actriz de cuadro: Carolina Barret